# 津田元一郎
津田元一郎（つだ げんいちろう、1925年7月2日- ）は、日本の哲学者。
静岡県伊豆長岡生まれ。1949年東京大学文学部哲学科卒、同大学院博士課程満期退学、1969年「インド教育における伝統と近代化に関する研究」で名古屋大学教育学博士。静岡県立教育指導研修所指導主事、南山大学教授、1969－73年ユネスコ教育専門家としてアフガニスタン、イランに派遣。中部工業大学教授、名古屋大学医療技術短期大学部教授、89年定年退官、京都精華大学教授。

## 著書
- 『教師の哲学 教育はどこへゆく』東京元々社 1958
- 『インド紀行』福村書店 1963
- 『アフガニスタンとイラン 人とこころ』アジア経済研究所 アジアを見る眼 1977
- 『アジアから視る 新しい比較文化の視点』講談社 1978
- 『アジア的人間の世界 近代化と知的能力』日本経済新聞社 1978
- 『インドの心』日本評論社 1980
- 『日本的発想の限界 イラン・アフガニスタン・東南アジアの真相』弘文堂 1981
- 『今、インドから何が見えるか 原点を求める旅』PHP研究所 1985
- 『日本文化の源流 日本的霊性と語源の研究』国書刊行会 1987
- 『アーリアンとは何か その虚構と真実』人文書院 1990
- 『日本語はどこから来たか』人文書院 2001
- 『インドネシアで考える 日本の行方、世界の行方』日本文学館 2003

共著
- 『世界教育史大系 6 東南アジア教育史』世界教育史刊行会共著 講談社 1976

### 翻訳
- バートランド・ラッセル『宗教と科学』元々社 民族教養新書 1956
  - バートランド・ラッセル『宗教から科学へ』荒地出版社 1965

## 論文
- ＜津田元一郎